# Tagmatt
Tagmatt war ein österreichisches Flächenmaß in der Grafschaft Tirol. Das Feldmaß teilte sich in
- 1 Tagmatt = 5 Grabe = 4 Starland = 1/8 Stochiacah = 400 Quadratruten = 4465 Quadratmeter